# 泰恩·戴利
泰恩·戴利（英語：Tyne Daly，1946年2月21日—），女，美国演员。曾获得黄金时段艾美奖戏剧类电视系列剧最佳女配角。